# Кебра Нагаст
Кебра Нагаст (giz ,ክብረ ነገሥት, kəbrä nägäst), Књига славе краљева, је етиопска древна книга писана писмом гиз великог историјског, верског и археолошког значаја. Језгро књиге настало је између 4. и 6. века послије Христа, али је свој коначни облик добило у 12. веку. Кебра Нагаст је једна од светих књига Растафаријанаца.
Текстови се ослањају на Стари завет, хршћанска Јеванђеља и приче из Курана, као и на причу о томе како је легендарни Заветни ковчег из Јерусалима доспео до Краљевства Саба у Етиопију. Према легенди, Заветни ковчег је од краља Соломона из Израела у Етиопију донео Бајне-Лехекем, син Соломона и краљице од Сабе-Македе. Бајне-Лехекем је касније крунисан за краља Етиопије под именом Менелик I На тај начин пренос Заветног ковчега је симболичка прича о преношењу библијског наслеђа из Израела у Етиопију, као и давање божанских атрибута етиопској династији, која је владала земљом непрекидно све до цара Хаиле Селасија I (1930), осим периода између 950. и 1270, кад су Етиопијом владале династије јеврејске и паганских религија као и Династија Загај.